# الان كونيل
الان كونيل (بالإنجليزية: Alan Connell)‏ (5 فبراير 1983 بمنطقة أنفيلد في المملكة المتحدة - ) هو لاعب كرة قدم بريطاني في مركز الهجوم. لعب مع إيبسويتش تاون وبرادفورد سيتي وتوتنهام هوتسبير وسويندون تاون وغريمسبي تاون ونادي برينتفورد ونادي بورنموث ونادي هيرفورد وهافانت أند ووترلوفيل ونادي توركي يونايتد ونادي نورثامبتون تاون ونادي بول تاون.

## وصلات خارجية
- الان كونيل على موقع قاعدة بيانات كرة القدم.إي يو (الإنجليزية)
- الان كونيل على موقع Soccerbase.com (لاعب) (الإنجليزية)
- الان كونيل على موقع Soccerway.com (الإنجليزية)